# 細胞質分裂

細胞質分裂 (さいぼうしつぶんれつ) とは、真核細胞が分裂する際、細胞核分裂に引き続き起きる細胞質の分離現象。この過程によって細胞分裂が終結する。動物細胞では細胞骨格の構成因子であるアクチン繊維とミオシンからなる収縮環が形成され、この働きにより細胞膜の絞込みによる分裂溝が生じ、細胞質が分離する。植物細胞はこれと異なり細胞内部に細胞板が形成され、これが外縁の細胞膜に到達することで細胞質が仕切られる。